# Guelichia paradoxa
Guelichia paradoxa är en svampart som beskrevs av Speg. 1886. Guelichia paradoxa ingår i släktet Guelichia och familjen Tubeufiaceae.   Inga underarter finns listade i Catalogue of Life.